# Culotte

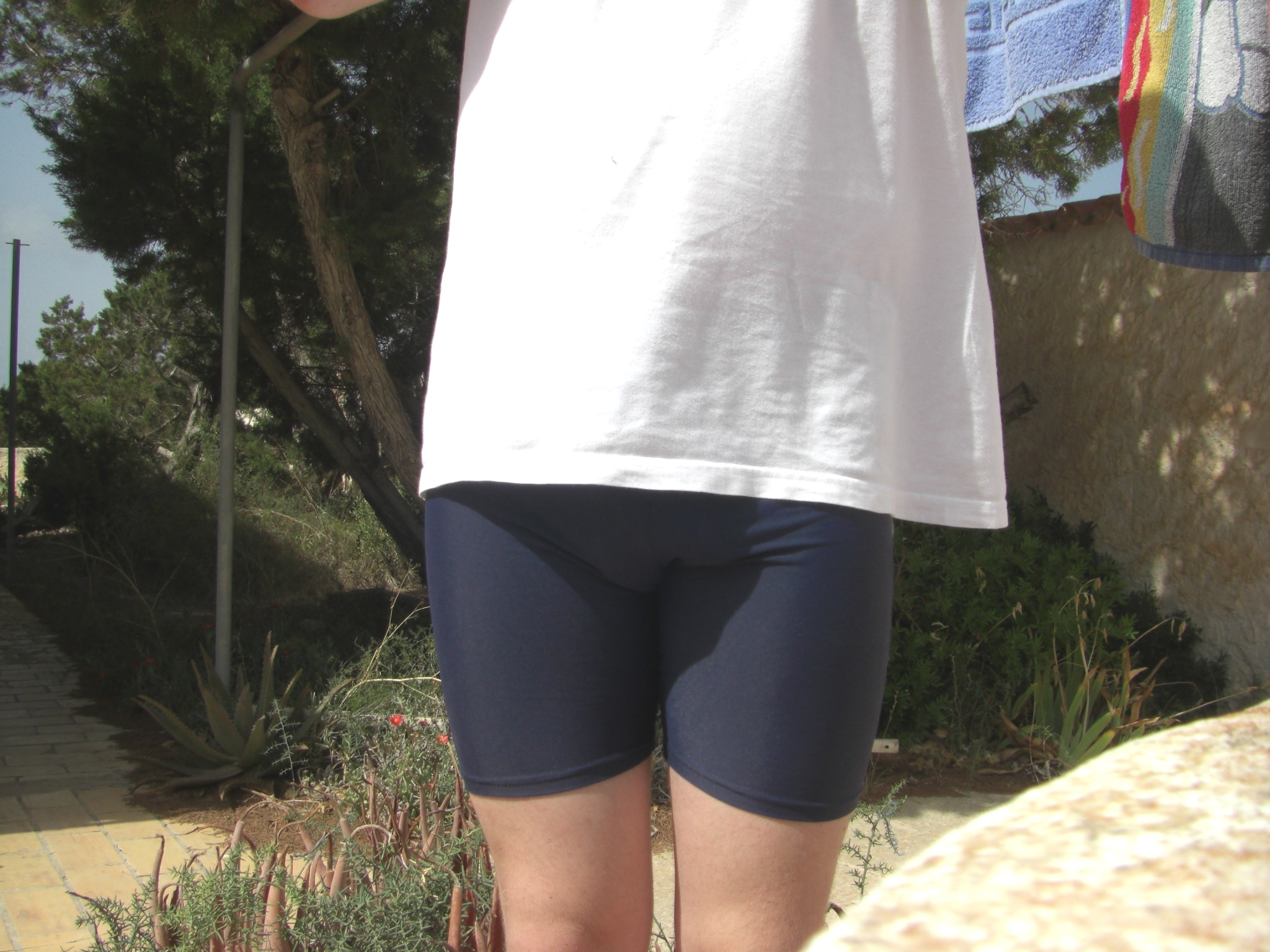
Culotte (Portugal).
Malha de ciclista (Brasil).

Uma culotte (palavra de origem francesa) é uma espécie de calção que cobre a maior parte dos glúteos. Também tem este nome o calção dos ciclistas.
Antigamente tinha este nome uma peça que chegava até aos joelhos; nessa altura as perneiras podiam estar soltas ou franzidas com uma goma que se metia numa prega. Hoje, em francês, designa-se como culotte ou petite culotte as calças. 
Antes da Revolução Francesa, os calções justos que apertavam no joelho eram uma indumentária que a nobreza vestia habitualmente, de tal modo que ficaram associados ao Antigo Regime, surgindo o termo sans-culottes como sinónimo dos revolucionários.

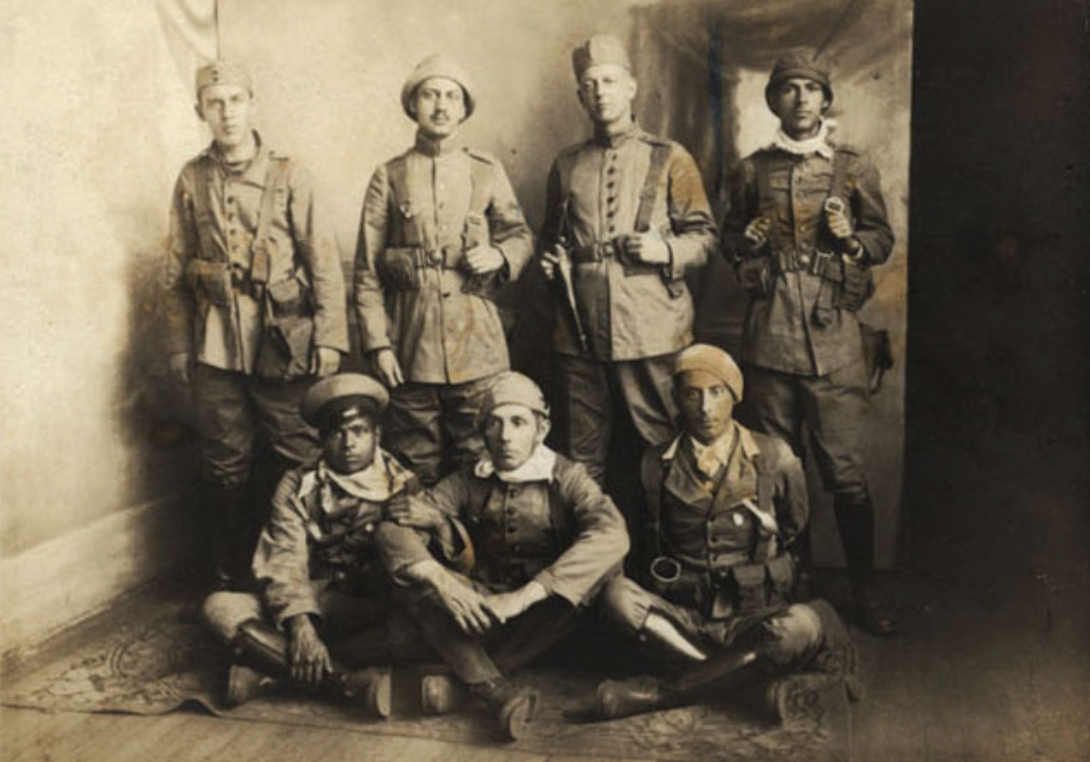
Militares vestindo culotes - 1932.

No Brasil a palavra culote é masculina e designa um modelo de calça usada para montar. Atualmente, entre os militares, são de dois tipos: culotes franceses, pouco amplo nas coxas, usado por motociclistas; e culotes alemães, modelo amplo nas coxas, usados principalmente pela cavalaria.